# Марсель Детьєнн
Марсель Детьєнн (фр. Marcel Detienne; нар. 11 жовтня 1935, Льєж, Бельгія — пом. 21 березня 2019, Немур, Франція) — бельгійський історик античності, фахівець з вивчення Стародавньої Греції. Він був професором в Університеті Джонса Гопкінса, де обіймав кафедру антикознавства імені Безіла Л. Гілдерсліва.
Разом із Жан-П'єром Вернаном та П'єром Відаль-Наке, Детьєнн прагнув застосувати антропологічний підхід, враховуючи структуралізм Клода Леві-Стросса, до класичної та архаїчної Греції.

## Біографія
Детьєнн здобув ступінь доктора релігійних наук у Школі вищих наук у 1960 році та ступінь доктора філософії та літератури в Льєзькому університеті в 1965 році.
Свого часу Детьєнн був директором наукових робіт у Практичній школі вищих досліджень, де викладав до 1998 року. Він також був засновником Центру порівняльних досліджень стародавніх суспільств у Парижі. У 1992 році Детьєнн почав викладати на кафедрі класичних мов Університету Джонса Гопкінса.

## Праці
- Homère, Hésiode et Pythagore: poésie et philosophie dans le pythagorisme ancien (1962)
- Crise agraire et attitude religieuse chez Hésiode (1963)
- De la pensée religieuse à la pensée philosophique (1963)
- Les Maîtres de vérité dans la Grèce archaïque (1967; trans. Janet Lloyd, The Masters of Truth in Archaic Greece (1996)
- Les Jardins d'Adonis (1972; trans. Janet Lloyd, The Gardens of Adonis, 1977; 2nd ed. 1994)
- Les ruses de l'intelligence: la métis des Grecs (with Jean-Pierre Vernant, 1974; trans. Janet Lloyd, Cunning Intelligence in Greek Culture and Society, 1978)
- Dionysos mis à mort (1977; trans. Mireille & Leonard Muellener, Dionysos Slain, 1979)
- La cuisine du sacrifice en pays grec (with Jean-Pierre Vernant et al., 1979; trans. Paula Wissing, The Cuisine of Sacrifice among the Greeks, 1989)
- L'invention de la mythologie (1981; trans. Margaret Cook, The Creation of Mythology, 1986)
- Dionysos à ciel ouvert (1986; trans. Arthur Goldhammer, Dionysos at Large, 1989)
- Les Savoirs de l’écriture en Grèce ancienne (with Georgio Camassa, 1988)
- L' écriture d'Orphée (1989; trans. Janet Lloyd, The Writing of Orpheus: Greek Myth in Cultural Context, 2003)
- La vie quotidienne des dieux grecs (with Giulia Sissa, 1989; trans. Janet Lloyd, The Daily Life of the Greek Gods, 2000)
- Apollon le couteau à la main (1998)
- Comparer l'incomparable (2002; trans. Janet Lloyd, Comparing the Incomparable, 2008)
- Comment être autochtone: du pur Athénien au Français raciné (2003)
- Qui veut prendre la parole? (2003)
- Les Grecs et nous (2005; trans. Janet Lloyd, The Greeks and Us: A Comparative Anthropology of Ancient Greece, 2007)

Як редактор або співредактор
- Transcrire les mythologies: tradition, écriture, historicité (1994)
- Destin de Meurtriers (1996)